# Szymon Romać
Szymon Romać (ur. 1 października 1992 w Lubinie) – polski siatkarz, grający na pozycji atakującego. Uczestnik Turnieju Kwalifikacyjnego Mistrzostw Europy Juniorów 2010 w Tivacie. Absolwent SMS-u w Spale. 

## Przebieg kariery
Piłkę siatkową zaczął trenować w szkole podstawowej za namową trenera Marka Stolarczyka (SP nr 8), który uznał, że ma znakomite warunki fizyczne - Po pierwszym treningu bardzo mi się to spodobało, więc postanowiłem spróbować swych sił w tym sporcie. I tak się zaczęło - relacjonował po latach siatkarz. Jego pierwszym klubem został Cuprum Lubin. Następnie przeszedł do drużyny Ikara Legnica i poprowadził ją do półfinałów mistrzostw Polski młodzików i ćwierćfinału mistrzostw Polski kadetów. W 2008 roku został uczniem Szkoły Mistrzostwa Sportowego w Spale, a po roku z reprezentacją kraju zajął 1. miejsce w Turnieju Kwalifikacyjnym Mistrzostw Europy Kadetów. W sezonie 2009/10 reprezentował już barwy zespołu juniorów Czarnych Radom. Z radomską drużyną dwukrotnie wywalczył tytuł mistrza Polski. W 2011 roku otrzymał dwa wyróżnienia: MVP i najlepiej przyjmującego turnieju. Równolegle występował w juniorskiej reprezentacji kraju. W 2010 roku z drużyną narodową wygrał Turniej Kwalifikacyjny Mistrzostw Europy Juniorów, ale i tym razem nie dostał powołania na finały rozgrywek. W kadrze o miejsce w wyjściowym składzie rywalizował zazwyczaj z Miłoszem Hebdą.

## Sukcesy klubowe
Mistrzostwa Polski Juniorów:
- 2010, 2011

Mistrzostwo I ligi:
- 2021
- 2012, 2024[5]

Superpuchar Polski:
- 2017

Mistrzostwo Polski:
- 2018

## Sukcesy reprezentacyjne
Liga Europejska:
- 2015

## Nagrody indywidualne
- 2011 - MVP i najlepszy zagrywający Mistrzostw Polski Juniorów